# Michael Faraday
Michael Faraday (/ˈmaɪkəl ˈfæɹəˌdeɪ/; Newington Butt, 22 de septiembre de 1791-Hampton Court, 25 de agosto de 1867) fue un científico británico que estudió el electromagnetismo y la electroquímica. Sus principales descubrimientos incluyen la inducción electromagnética, el diamagnetismo y la electrólisis.
A pesar de la escasa educación formal recibida, Faraday es uno de los científicos más influyentes de la historia. Mediante su estudio del campo magnético alrededor de un conductor por el que circula corriente continua, fijó las bases para el desarrollo del concepto de campo electromagnético. También estableció que el magnetismo podía afectar a los rayos de luz violeta y que había una relación subyacente entre ambos fenómenos. Descubrió asimismo el principio de inducción electromagnética, el diamagnetismo, las leyes de la electrólisis e inventó algo que él llamó dispositivos de rotación electromagnética, que fueron los precursores del actual motor eléctrico.
En el campo de la química, Faraday descubrió el benceno, investigó el clatrato de cloro, inventó un antecesor del mechero de Bunsen, el sistema de números de oxidación e introdujo términos como ánodo, cátodo, electrodo e ion. Finalmente, fue el primero en recibir el título de Profesor Fulleriano de Química en la Royal Institution de Gran Bretaña, que ostentaría hasta su muerte.
Faraday fue un excelente experimentador, que transmitió sus ideas en un lenguaje claro y simple. Sus habilidades matemáticas, sin embargo, no abarcaban más allá de la trigonometría y el álgebra básica. James Clerk Maxwell tomó el trabajo de Faraday y otros y lo resumió en un grupo de ecuaciones que representan las actuales teorías del fenómeno electromagnético. El uso de líneas de fuerza por parte de Faraday llevó a Maxwell a escribir que "demuestran que Faraday ha sido en realidad un gran matemático. Del cual los matemáticos del futuro derivarán valiosos y prolíficos métodos". La unidad de capacidad eléctrica en el Sistema Internacional de Unidades (SI), el faradio (F), se denomina así en su honor.
Albert Einstein tenía colgado en la pared de su estudio un retrato de Faraday junto a los de Isaac Newton y James Clerk Maxwell. El físico neozelandés Ernest Rutherford declaró: "Cuando consideramos la extensión y la magnitud de sus descubrimientos y su influencia en el progreso de la ciencia y de la industria, no existen honores que puedan retribuir la memoria de Faraday, uno de los mayores descubridores científicos de todos los tiempos". Fue miembro de la Royal Society de Londres.

## Biografía

### Primeros años
Faraday nació en la aldea de Look Butt, que es ahora parte del municipio de Southwark (prácticamente en el centro de Londres), pero que, en aquel entonces, era una zona suburbana del condado de Surrey. No provenía de una familia rica. 
De niño, la madre de Faraday lo sacó del colegio porque los métodos y castigos para los niños eran terribles; la maestra de Faraday se burlaba y le castigaba por no pronunciar bien la "R". Faraday comenzó a estudiar por su cuenta, pero su creatividad e ingenio lo llevarían a la fama a pesar de no tener una formación rigurosa en ciertos campos de la ciencia. 
Su padre, James, se trasladó junto a su esposa y sus dos hijos a Londres durante el invierno de 1791, desde Outhgill, en Westmorland, donde trabajó como aprendiz del herrero del pueblo. Michael nació durante el otoño de ese año. El joven Michael Faraday, el tercero de cuatro hermanos, llegó a ser, a la edad de 14, aprendiz de George Riebau, encuadernador y vendedor de libros de la ciudad.
Durante los siete años que duró su aprendizaje, Faraday leyó muchos libros, entre ellos The improvement of the mind,de Isaac Watts, estudiando con gran entusiasmo los principios y sugerencias ahí escritos. Durante esta época también desarrolló su interés por la ciencia, especialmente por el fenómeno eléctrico.

### Vida adulta

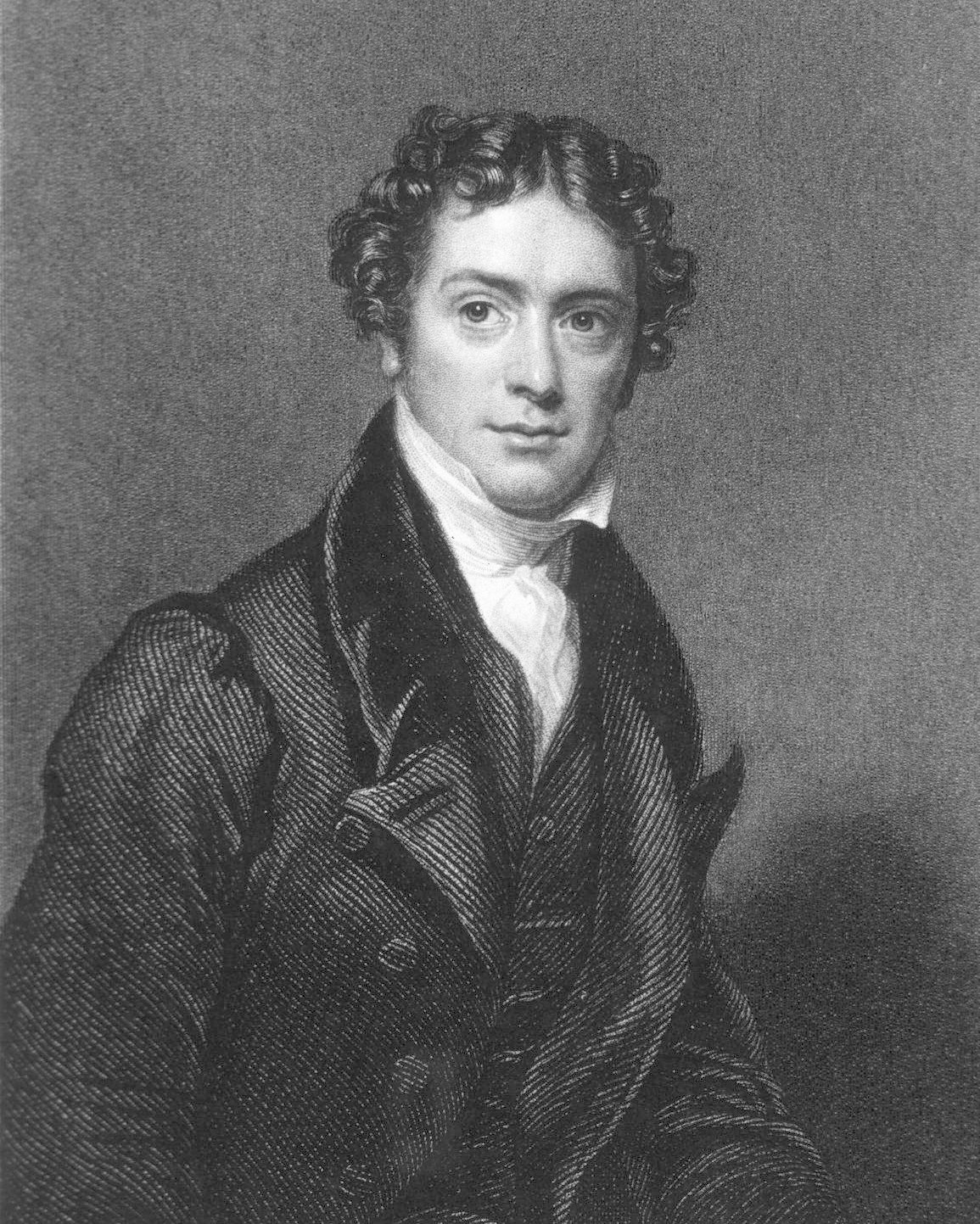
Retrato de Michael Faraday

En 1812, a la edad de 20 años, y ya acabando su aprendizaje de encuadernador, Faraday comenzó a asistir a las conferencias del destacado químico inglés Humphry Davy, de la Royal Institution y de la Royal Society, y de John Tatum, fundador de la City Philosophical Society. La mayoría de las invitaciones para las conferencias fueron ofrecidas a Faraday por William Dance, uno de los fundadores de la Royal Philharmonic Society. Faraday, posteriormente, envió a Davy un libro de 300 páginas basado en notas que él mismo había tomado durante esas conferencias. La respuesta de Davy fue inmediata, amable y favorable. Davy, durante un experimento con tricloruro de nitrógeno, se dañó gravemente la vista, por lo que decidió contratar a Faraday como su secretario. Cuando uno de los asistentes de la Royal Institution, John Payne, fue despedido, Humphry Davy se vio en la necesidad de buscar un sustituto para el puesto, designando a Faraday asistente de química de la Royal Institution, el 1 de marzo de 1813.
En la clasista sociedad inglesa de la época, Faraday no era considerado un caballero. Cuando Davy decidió emprender un viaje por el continente en 1813-1815, su sirviente prefirió no ir. Faraday, que iba en calidad de asistente científico, se vio forzado a suplir las tareas del sirviente hasta que se pudiera encontrar uno nuevo en París. La esposa de Davy, Jane Apreece, se negaba a tratar a Faraday como un igual (le obligaba a viajar fuera del carruaje, comer con los sirvientes, etcétera), le hacía que su vida resultase tan miserable, que lo llevó a contemplar la idea de regresar a Inglaterra solo y abandonar la ciencia. El viaje, sin embargo, le dio acceso a la élite científica europea y sus fascinantes y estimulantes ideas.
Faraday se casó con Sarah Barnard (1800-1879) el 12 de junio de 1821. Se conocieron a través de sus familias en la iglesia Sandemaniana, confesando su fe a esta congregación el mes siguiente a su matrimonio. No tuvieron hijos.
Faraday fue un cristiano devoto; su congregación Sandemaniana era una filial de la Iglesia de Escocia. Una vez casado, sirvió como diácono y, durante dos períodos, como presbítero. Su iglesia estaba ubicada en Paul's Alley en Barbican Estate. Este lugar de reuniones fue trasladado a Barnsbury Grove, Islington, en 1862. Aquí fue donde Faraday cumplió los últimos dos años de su segundo período de presbítero, antes de dimitir de su cargo. Biógrafos del científico han señalado que "un fuerte sentimiento de unidad entre Dios y la naturaleza impregnó la vida y el trabajo de Faraday".

### Últimos años

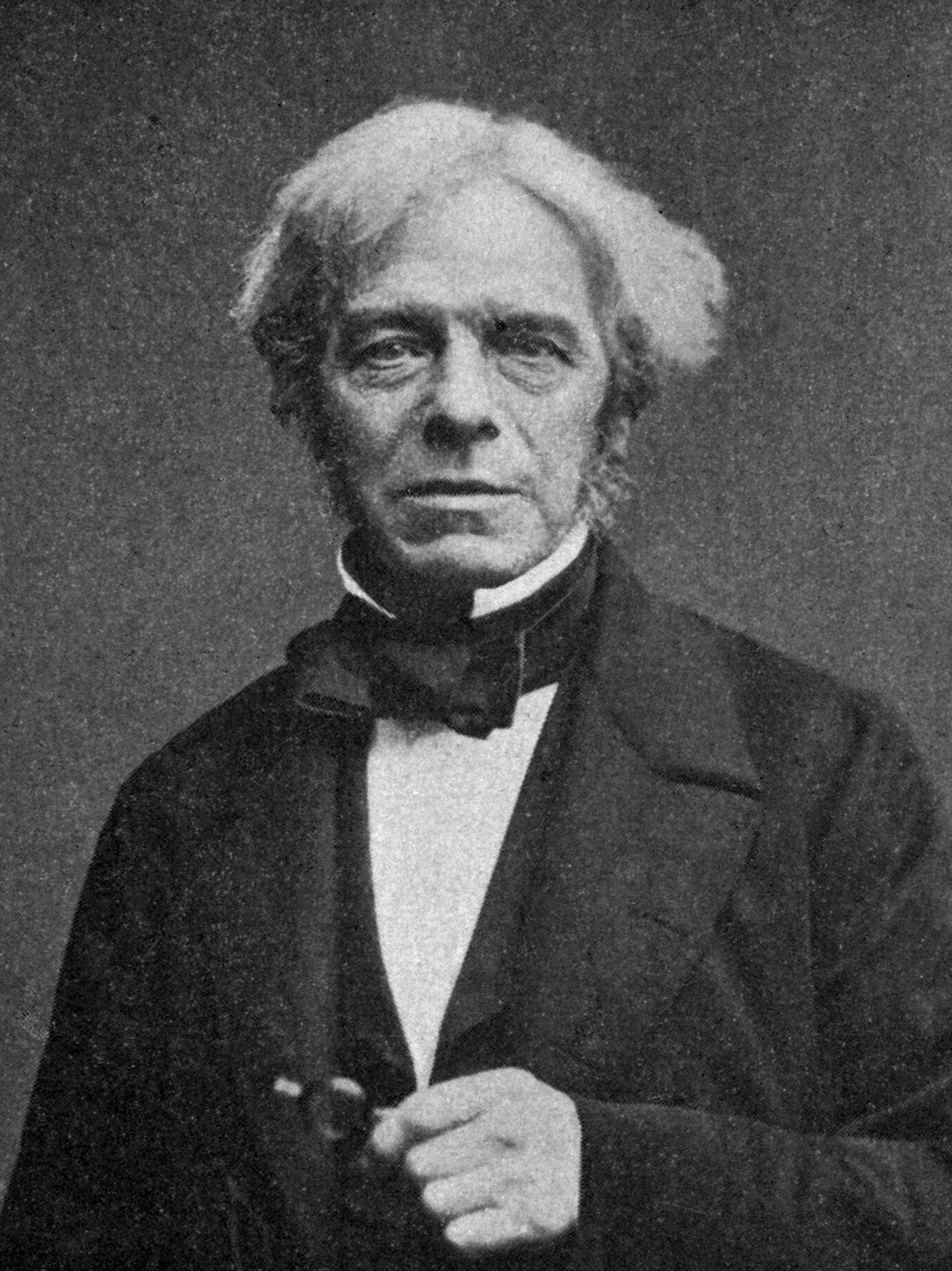
Michael Faraday, 1861.

En junio de 1832, la Universidad de Oxford concedió a Faraday el grado de Doctor of Civil Law (honorario). Durante su vida, la Corona británica le ofreció un título de caballero, en reconocimiento a sus servicios a la ciencia, el cual fue rechazado por motivos religiosos. Faraday creía que acumular riquezas y perseguir recompensas mundanas atentaba contra la palabra sagrada de la Biblia, prefiriendo seguir siendo llamado "simplemente Sr. Faraday, hasta el final".
Rechazó dos veces convertirse en presidente de la Royal Society.
Fue elegido miembro extranjero de la Real Academia de las Ciencias de Suecia en 1838, y fue uno de los ocho miembros extranjeros elegidos por la Academia de Ciencias de Francia en 1844.
Faraday sufrió un colapso nervioso en 1839, pero regresaría posteriormente a sus investigaciones sobre electromagnetismo.
En 1848, como resultado de las gestiones del príncipe consorte Alberto, se le concedió una casa de Gracia y Favor en Hampton Court en Middlesex, libre de gastos y costos de mantenimiento. En 1858, Faraday se retiró a vivir a ese lugar.
Al ser consultado por el gobierno británico con el fin de ayudar en la producción de armas químicas para la Guerra de Crimea (1853-1856), Faraday rechazó participar, alegando motivos éticos.
Faraday murió en su casa en Hampton Court, a 35 km al suroeste de Londres, el 25 de agosto de 1867, a la edad de 75 años. A pesar de haber rechazado una sepultura en la Abadía de Westminster, existe ahí una placa conmemorativa en su nombre, cerca de la tumba de Isaac Newton. Faraday fue sepultado en la sección de disidentes del Cementerio de Highgate.
Desde 1935 el cráter lunar "Faraday" lleva este nombre en su memoria.

## Carrera científica

### Química
El primer trabajo de Faraday en el área de la química fue como asistente de Humphry Davy. Estaba especialmente interesado en el estudio del cloro, descubriendo dos nuevos compuestos de cloro y carbono. También condujo los primeros rudimentarios experimentos sobre difusión de gases, fenómeno que había sido previamente identificado por John Dalton. La importancia física de este fenómeno fue enteramente revelada por Thomas Graham y Johann Josef Loschmidt. Tuvo éxito al lograr licuar diversos gases, investigó la aleación del acero y produjo varios nuevos tipos de vidrio destinados a fines ópticos. Un ejemplar de estos pesados cristales tomaría posteriormente una gran importancia histórica; cuando Faraday ubicó el vidrio en un campo magnético descubrió la rotación del plano de polarización de la luz. Este ejemplar fue también la primera sustancia que se encontró que era repelida por los polos de un imán.
Faraday inventó una temprana forma del mechero de Bunsen, usado en todos los laboratorios de ciencia del mundo como una buena fuente de calor.
Trabajó ampliamente en el campo de la química, descubriendo sustancias tales como el benceno y condensando gases como el cloro. La licuefacción de gases ayudó a establecer que estos corresponden a vapores de líquidos con bajo punto de ebullición, otorgando una base más sólida al concepto de agregación molecular. En 1820, Faraday informó de la primera síntesis de compuestos de cloro y carbono, el hexacloroetano (C2Cl6) y el tetracloroetano (C2Cl4), publicando sus resultados al año siguiente.
También descubrió la composición del clatrato hidrato de cloro, que había sido descubierto por Humphry Davy en 1810. Asimismo, es responsable del descubrimiento de las leyes de la electrólisis y de introducir términos como ánodo, cátodo, electrodo e ion, propuestos en gran parte por William Whewell.
Faraday fue el primero en descubrir lo que posteriormente serían llamadas nanopartículas metálicas. En 1847 descubrió que las propiedades ópticas del coloide de oro diferían de las del metal macizo. Esta fue, probablemente, la primera observación registrada sobre los efectos del tamaño cuántico, y podría ser considerado como el nacimiento de la nanociencia.

### Electromagnetismo
Faraday es conocido por su trabajo relacionado con la electricidad y el magnetismo. Su primer experimento registrado fue la construcción de una pila voltaica con siete monedas de medio penique, apiladas junto a siete discos chapados en zinc y seis trozos de papel humedecidos con agua salada. Con esta pila pudo descomponer el sulfato de magnesio (primera carta a Abbott, 12 de julio de 1812).

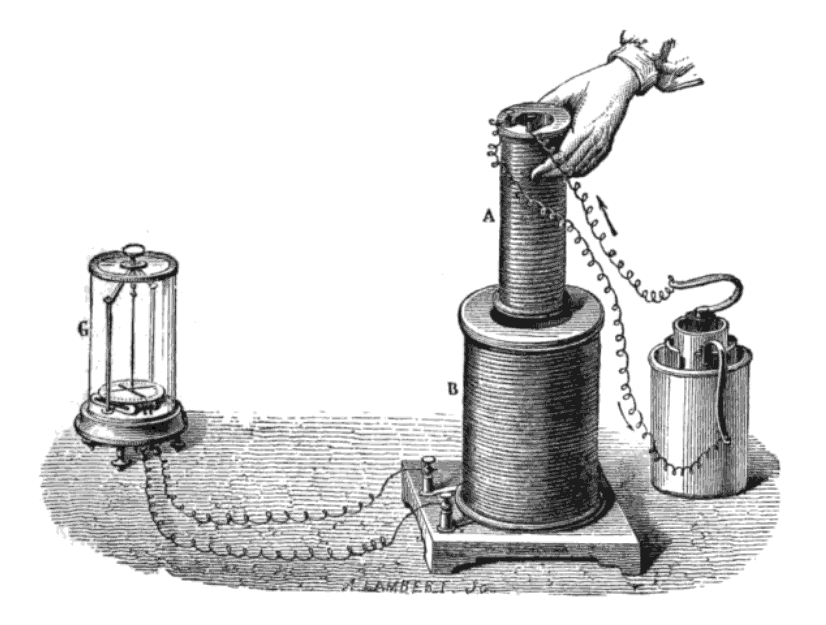
Experimento de Faraday que demuestra la inducción (1831). La batería líquida (derecha) envía una corriente eléctrica a través del pequeño solenoide (A). Cuando se mueve dentro o fuera del solenoide grande (B), su campo magnético induce un voltaje temporal en el solenoide, detectado por el galvanómetro (G).

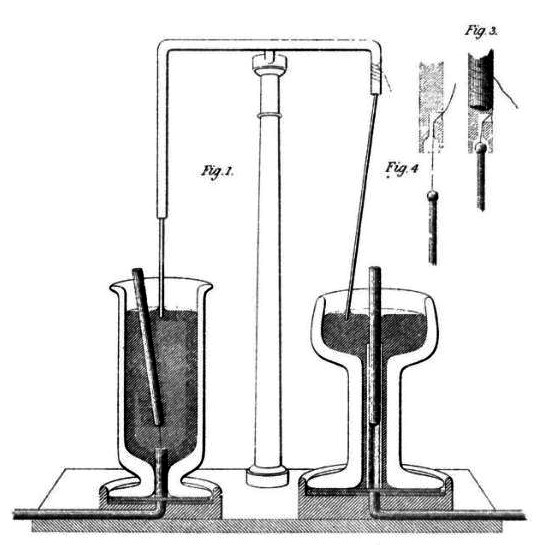
Experimento de rotación electromagnética de Faraday, ca. 1821

En 1821, poco después del descubrimiento del fenómeno electromagnético por parte del físico y químico danés Hans Christian Ørsted, Davy y el científico británico William Hyde Wollaston intentaron, sin éxito, diseñar un motor eléctrico. Faraday, habiendo discutido el problema con los dos hombres, persistió y logró construir dos dispositivos que producían, lo que él denominó, "rotación electromagnética". Uno de ellos, conocido ahora como motor homopolar, producía un movimiento circular continuo ocasionado por la fuerza magnética circular en torno a un alambre que se extendía hasta un recipiente con mercurio que tenía un imán en su interior; el alambre rota alrededor del imán cuando se le suministra una corriente eléctrica desde una batería química. Estos experimentos e inventos conformaron las bases de la tecnología electromagnética moderna. La emoción debida a estos descubrimientos llevó a Faraday a publicar sus trabajos sin haberlos presentado previamente a Davy o Wollaston. La controversia resultante dentro de la Royal Society tensó la relación con su mentor Davy y pudo haber contribuido a que Faraday fuera designado para otras tareas, impidiendo su participación en investigación electromagnética durante varios años.
Desde su primer descubrimiento en 1821, Faraday continuó su trabajo de laboratorio, explorando las propiedades electromagnéticas de distintos materiales y desarrollando la experiencia requerida. En 1824, diseñó un circuito para estudiar si el campo magnético podía regular el flujo eléctrico de un cable adyacente, pero no encontró tal relación.
Durante los siguientes siete años, Faraday ocupó la mayor parte de su tiempo perfeccionando la fórmula de un cristal con cualidades ópticas, el borosilicato de plomo, el cual utilizaría en sus posteriores experimentos que lo llevarían a relacionar el fenómeno electromagnético con la luz.
En su tiempo libre continuó publicando sus trabajos experimentales en óptica y electromagnetismo; mantuvo también correspondencia con científicos que había conocido en su viaje a través de Europa con Davy y que también se encontraban investigando el electromagnetismo. Dos años después de la muerte de Davy, en 1831, Faraday dio inicio a la gran serie de experimentos que lo llevarían a descubrir la inducción electromagnética.

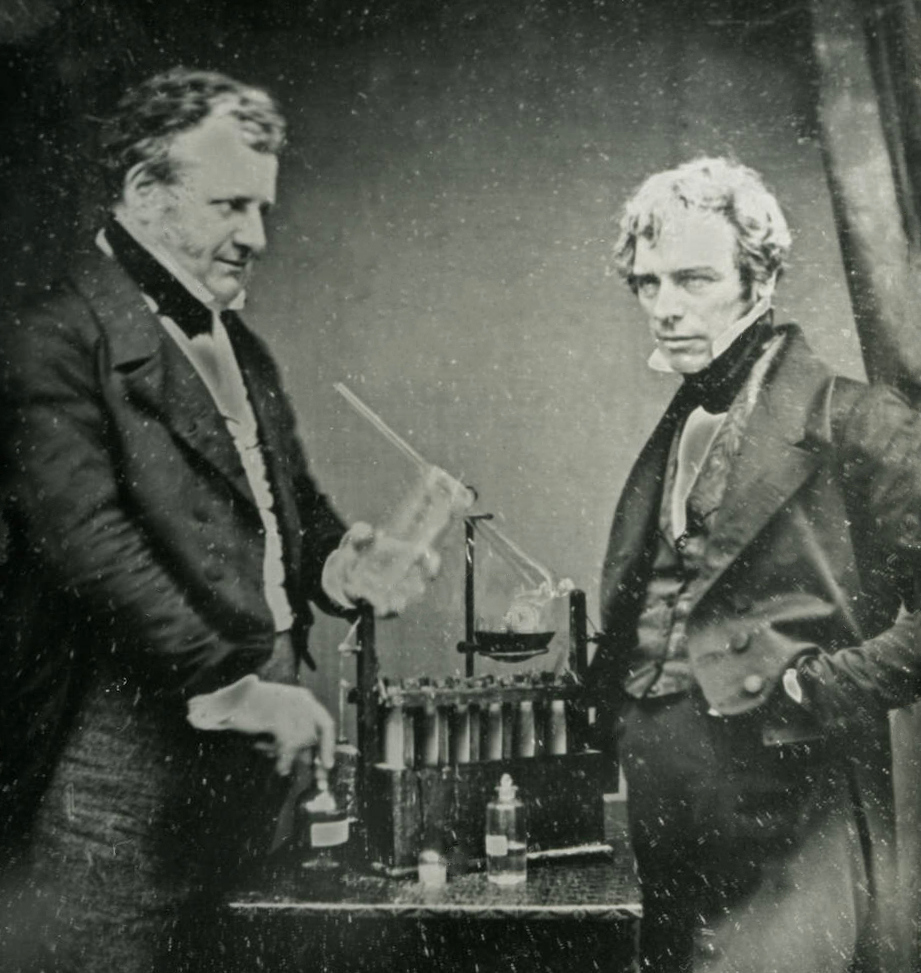
Los químicos ingleses Michael Faraday (derecha) y John Daniell (izquierda), reconocidos como los fundadores de la electroquímica actual.

Diagrama del dispositivo del aro de hierro de Faraday.

El gran descubrimiento de Faraday surgió cuando enrolló dos solenoides de alambre alrededor de un aro de hierro, y encontró que cuando hacía pasar corriente por un solenoide, en el otro solenoide se inducia temporalmente otra corriente. Este fenómeno se conoce como inducción mutua. Este aparato aún se expone en la Royal Institution. En experimentos posteriores, observó que si hacía pasar un imán por el interior de una espira de alambre conductor, circularía una corriente eléctrica por este alambre. La corriente también fluía si la espira se movía sobre el imán en reposo. Sus demostraciones establecieron que un campo magnético variable generaba un campo eléctrico; esta relación fue modelada matemáticamente por James Clerk Maxwell como la Ley de Faraday, que posteriormente se convertiría en una de las cuatro ecuaciones de Maxwell, y que a su vez evolucionarían a un modelo más general conocido como teoría de campos. Faraday usaría después los principios que había descubierto para construir la dínamo eléctrica, antecesor de los actuales generadores y motores eléctricos.
En 1832, realizó una serie de experimentos para estudiar la naturaleza fundamental de la electricidad. Faraday utilizó "estática", baterías y "electricidad animal" para producir el fenómeno de atracción eléctrica, electrólisis, magnetismo, etc. Concluyó que, al contrario de la opinión científica de la época, la división entre varios "tipos" de electricidad era irreal. En vez de eso, propuso que solo existe un "tipo" de electricidad, y que unos valores variables de cantidad e intensidad (corriente y voltaje) producirían diferentes grupos de fenómenos.
Cerca del final de su carrera, Faraday propuso que la fuerza electromagnética podía extenderse en el espacio vacío alrededor de un conductor. Esta idea fue rechazada por sus pares científicos, no pudiendo vivir lo suficiente como para ver la aceptación de su proposición por parte de la comunidad científica. El concepto de Faraday de líneas de flujo saliendo desde cuerpos cargados e imanes dio una forma de ver los campos eléctrico y magnético; ese modelo conceptual fue crucial para el exitoso desarrollo de dispositivos electromecánicos que dominarían la industria y la ingeniería por el resto del siglo XIX.

### Diamagnetismo

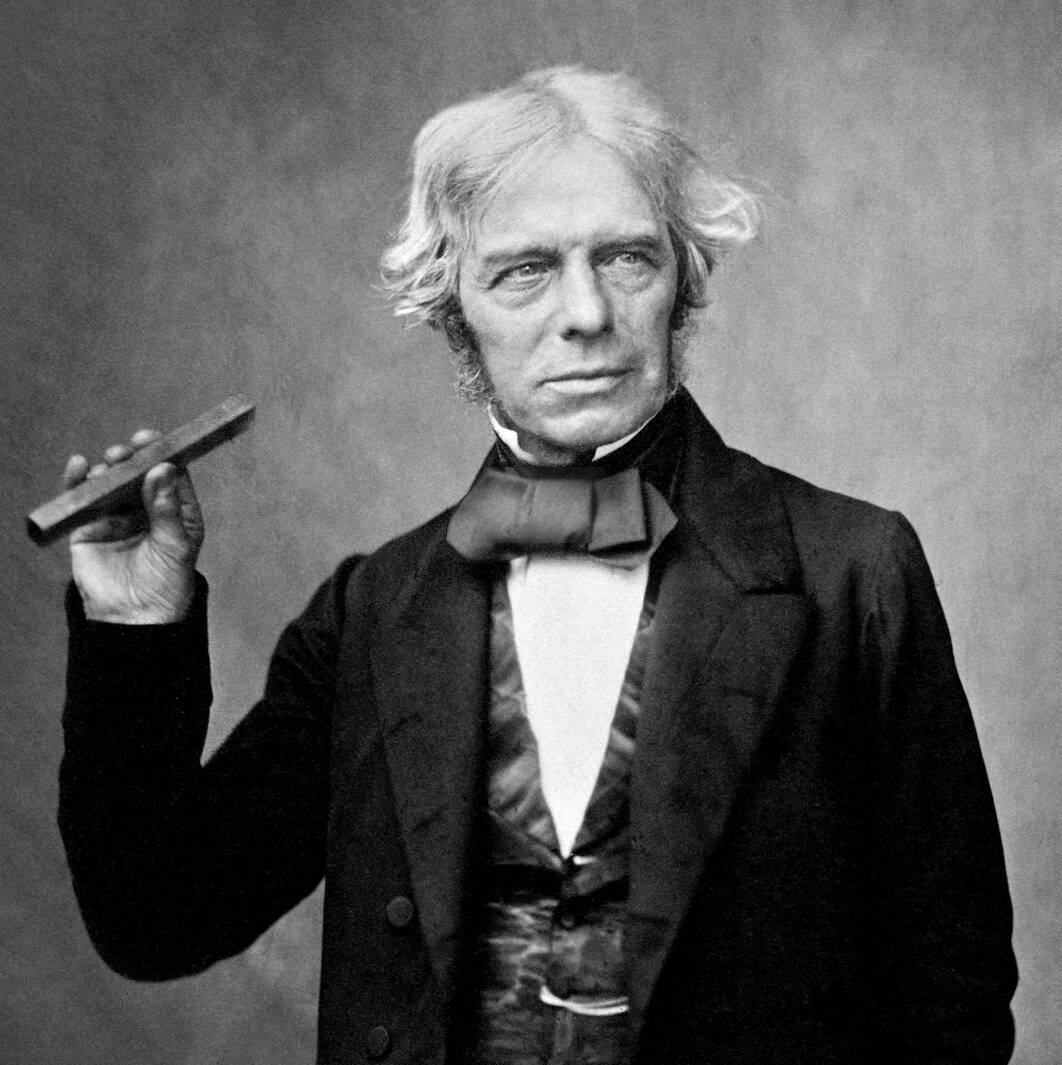
Michael Faraday sosteniendo una barra de vidrio usada en 1845 para mostrar que el magnetismo puede afectar a la luz en un material dieléctrico.

En 1845, Faraday descubrió que muchos materiales exhibían una débil repulsión frente a campos magnéticos: un fenómeno que denominó diamagnetismo.

### Polarización de la luz
También descubrió que el plano de polarización de la luz linealmente polarizada podía rotarse debido a la aplicación de un campo magnético externo alineado con la dirección de propagación de la luz. Este fenómeno es llamado en la actualidad efecto Faraday. Así lo hace constar en su libro de notas: "He, al fin, tenido éxito en iluminar una curva magnética o línea de fuerza y en magnetizar un rayo de luz".
En los últimos años de su vida, en 1862, Faraday utilizó un espectroscopio para estudiar la alteración de las líneas espectrales en presencia de un campo magnético. El equipamiento disponible, sin embargo, no fue suficiente como para mostrar una determinación precisa del cambio espectral. Posteriormente, el físico neerlandés Pieter Zeeman utilizaría un aparato mejorado para estudiar el mismo fenómeno, publicando sus resultados en 1897 y recibiendo el premio Nobel de Física en 1902. Tanto en su publicación de 1897 como en su discurso de aceptación del Nobel en 1902,
Zeeman hizo referencia al trabajo de Faraday.

### Jaula de Faraday
En su trabajo en electricidad estática denominado La cubeta de Faraday, se demostró que la carga eléctrica se acumula solo en el exterior de un conductor cargado, sin importar lo que hubiera en su interior. Esto se debe a que las cargas se distribuyen en la superficie exterior de tal manera que los campos eléctricos internos se cancelan. Este efecto de barrera es conocido como jaula de Faraday.

## Los seis principios de Faraday
De una obra de Isaac Watts titulada The Improvement of the Mind —La mejora de la mente—, leída a sus catorce años, Michael Faraday adquirió estos seis constantes principios de su disciplina científica:
- Llevar siempre consigo un pequeño bloc con el fin de tomar notas en cualquier momento.
- Mantener abundante correspondencia.
- Tener colaboradores con el fin de intercambiar ideas.
- Evitar las controversias.
- Verificar todo lo que se dice.
- No generalizar precipitadamente, hablar y escribir de la forma más precisa posible.

## El efecto Faraday
Faraday llevó a cabo este descubrimiento en 1845. Consiste en la desviación del plano de polarización de la luz como efecto de un campo magnético, al atravesar un material transparente como el vidrio. Se trataba del primer caso conocido de interacción entre el magnetismo y la luz

## Conferencias de Navidad
Michael Faraday inició la primera serie de Conferencias de Navidad en 1825. Esto llegó en un momento en el que la educación organizada para jóvenes era escasa. Presentó un total de diecinueve series de conferencias.